# Kobus ellipsiprymnus defassa
Kobus ellipsiprymnus ssp. defassa је подврста класе Mammalia која припада реду Cetartiodactyla. 

## Угроженост
Ова врста је на нижем степену опасности од изумирања, и сматра се скоро угроженим таксоном.

## Распрострањење
Ареал врсте је ограничен на једну државу. 

## Станиште
Станиште врсте су слатководна подручја.